# 竹田町 (大分県)
竹田町（たけたまち）は、かつて大分県直入郡に存在した町。現在の竹田市中心部に相当する。

## 地理
- 河川：大野川[1]、稲葉川[1]

## 歴史
- 1889年（明治22年）4月1日 - 町村制の施行により、直入郡竹田町・竹田村の区域をもって竹田町が成立[1][2]。
- 1942年（昭和17年）4月1日 - 直入郡岡本村・豊岡村・明治村と合併し、改めて竹田町が発足[2]。
- 1950年（昭和25年）9月1日 - 大字会々、飛田川が分立、豊岡村（第二次）となる[2]。
- 1954年（昭和29年）3月31日 – 直入郡玉来町、嫗岳村、城原村、菅生村、豊岡村、入田村、松本村、宮砥村、宮城村と新設合併して市制施行し竹田市が発足[1][2]。同日竹田町廃止。

## 産業
- 農業、商業[1]。

## 交通

### 鉄道
- 日本国有鉄道
  - 豊肥本線：豊後竹田駅

## 名所・旧跡
- 岡城（国指定史跡）[1]
- 広瀬神社[1]